# Immundefekt
 Der er for få eller ingen kildehenvisninger i denne artikel, hvilket er et problem. Du kan hjælpe ved at angive troværdige kilder til de påstande, som fremføres i artiklen.

Immundefekt er en fejlagtig eller svækket funktion af menneskets immunforsvar.
Alle mennesker er født med et normalt fungerende immunforsvar, men da det er meget komplekst, er der mange forskellige muligheder for at have netop en defekt. Der findes mange forskellige immundefektsygdomme og forskellige sværhedsgrader af sygdommene, alt efter hvilken en del af immunforsvaret det er, ligesom der er forskel på, om immunforsvaret er helt eller delvist væk. Der er ikke én test, der kan finde alle immundefekter.

## Typer af immundefekter og karakteristiske mikroorganismer

### Primære immundefekter
Primære immundefekter er oftest medfødte. De fleste af dem er relativt sjældne.

#### Antistofdefekter
- Mikroorganismer: Ofte luftvejsinfektioner forårsaget af kapselbærende baterier.[1]
- IgG
- IgM
- IgA
- IgE
- IgD

#### Komplementdefekter
- Mikroorganismer: Ofte luftvejsinfektioner med kapselbærende bakterier og meningokokinfektioner[1]

#### Fagocytdefekter
- Mikroorganismer: Ofte gram-negative, stavformede bakterier, stafylokokker og svampe.[1]

#### T-celledefekter
- Mikroorganismer: Ofte intracellulære mikroorganismer - eks. mykobakterier, herpesvira og svampeinfektioner som Candida og Pneumocystis jirovecii.[1]

### Sekundære immundefekter
Sekundære immundefekter opstår senere - eks. ifm. autoimmune sygdomme, immunsupprimerende behandling, aspleni, Cystisk Fibrose, KOL, miljøpåvirkninger og kemikalier, svære infektioner osv.

## Komplikationer og følgesygdomme
- Autoimmune sygdomme
- Allergier
- Inflammatoriske sygdomme
- Granulomer
- Cancer
- Skader efter infektioner: Knogler, hud, hjerne, nervesystem osv.